# Pareulype schultziaria
Pareulype schultziaria är en fjärilsart som beskrevs av Heider 1905. Pareulype schultziaria ingår i släktet Pareulype och familjen mätare. Inga underarter finns listade i Catalogue of Life.